# Ommen
Ommen é uma cidade e um município dos Países Baixos, situado na província de Overissel. Tem 182,01 km² de área e sua população em 2020 foi estimada em 18.179 habitantes.